# Historia Norwegiæ
Історія Норвегії (лат. Historia Norwegiæ) — коротка історія  Норвегії, написана  латиною невідомим ченцем в XII столітті.

## Історія
Єдиний відомий рукопис, що дійшов до нас, належить графам Далузі й зберігається в  Бречинському замку в  Шотландії. Цей рукопис неповний. Колись вважалося, що він був створений в XV столітті; в наш час[коли?] рукопис відносять до 1500–1510 років. Сам текст рукопису набагато старше, оскільки посилається на виверження вулкана й землетрус, що відбулися в 1211 році, як на сучасні події.
Це одна з трьох синоптичних історій Норвегії, разом з Синопсисом саг про конунга Норвегії (Ágrip af Nóregskonungasögum) та Historia de Antiquitate Regum Norwagiensium  Теодоріха, написаними в XII столітті. Можливо, що ця історія з'явилася в Східній Норвегії.
Рукопис був опублікований  Петером Андреасом Мунком в 1850 році. Стандартне видання Густава Сторма вийшло в 1880 році. Книга була перекладена англійською лише в 2001 році.

## Структура
Historia Norwegiæ складається з таких розділів:
- I. Короткий опис географії Норвегії та її володінь, потім коротка історія Норвегії
- II. Генеалогія графів  Оркнейських островів
- III. Список норвезьких королів

Зокрема, текст містить незалежне від «Кола Земного» Сноррі Стурлусона виклад сюжету  Саги про інглінгів. Крім того, він містить важливі етнографічні деталі, наприклад, опис церемоній  шаманських обрядів у  саамів. Для багатьох описаних фактів Historia Norwegiæ є найдавнішим письмовим джерелом.